# ساکارومایسس پاستوریانوس
ساکارومایسس پاستوریانوس (به لاتین: Saccharomyces pastorianus) نوعی مخمر است که به‌طور صنعتی برای تولید آبجوی لاگر استفاده می‌شود و به افتخار لویی پاستور توسط مکس رِس آلمانی در سال ۱۸۷۰ نامگذاری شده است. ژنوم پیچیدهٔ این مخمر به نظر می‌رسد حاصل هیبرید شدن بین دو گونهٔ خالص در مجموعهٔ گونه‌های ساکارومایسس باشد، که این موضوع موجب دشواری در تعیین طبقه‌بندی دقیق آن شده است.
مترادف منسوخ‌شدهٔ ساکارومایسس کارلزبرگنسس در ادبیات علمی به کار می‌رود اما نامعتبر است، زیرا نام ساکارومایسس پاستوریانوس (رس ۱۸۷۰) از نظر طبقه‌بندی برتری دارد. نام س. کارلزبرگنسس معمولاً به امیلیان کریستیان هانسِن نسبت داده می‌شود، زمانی که او در کارخانهٔ آبجوسازی دانمارکی کارلزبرگ در سال ۱۸۸۳ مشغول به کار بود، اما در واقع هانسن آن را به عنوان گونه‌ای متمایز تا سال ۱۹۰۸ به صورت رسمی توصیف نکرد و همراه با مترادف دیگر، ساکارومایسس موناسنسس. نمونه‌های اصلی هر دو گونه مترادف هم‌اکنون در بانک‌های مخمر تحت نام طبقه‌بندی شده ساکارومایسس پاستوریانوس نگهداری می‌شوند.